# Testamentet (roman av John Grisham)
Testamentet (originaltitel The Testament) är en kriminalroman från 1999 av John Grisham.

## Handling
I bokens inledning dör en av USA:s rikaste män och hans förmögenhet uppgår till runt 11 miljarder dollar. Precis innan han dör visar det sig att hans testamentet har ändrats. Den närmaste familjen som förväntat sig ett liv i rikedom inser att de har blivit blåsta. Den nya arvtagerskan visar sig vara ett utomäktenskapligt barn och Nate O'Riley, en nykter alkoholist, får till uppdrag att åka till Brasilien för att leta upp arvtagerskan, som är missionär djupt inne i amazonas djungler.